# Fernando Francisco González Ciuffardi
Fernando Francisco González Ciuffardi (Santiago, 29 de juliol de 1980) és un exjugador xilè de tennis.
Als 24 anys va participar en els Jocs Olímpics d'Estiu de 2004 realitzats a Atenes (Grècia), on aconseguí guanyar la medalla de bronze en la prova individual masculina al derrotar en la final de consolació a l'estatunidenc Taylor Dent. En aquests mateixos Jocs, i al costat de Nicolás Massú, aconseguí guanyar la medalla d'or en la prova de dobles masculins, en derrotar a la final els alemanys Nicolas Kiefer i Rainer Schüttler. En els Jocs Olímpics d'Estiu de 2008 realitzats a Pequín (Xina) aconseguí guanyar la medalla de plata en la final masculina, on perdé davant el balear Rafael Nadal, i finalitzà dissetè en la prova masculina de dobles. És l'únic esportista xilè que té tres medalles olímpiques.
Durant la seva carrera disputà els quarts de final de tots quatre Grand Slams però només aconseguí disputar la final de l'Open d'Austràlia 2007, on fou derrotat per Roger Federer.
Posteriorment va començar la seva carrera com a entrenador de tennis, primer amb Matías Sborowitz (2013) i llavors amb Santiago Giraldo (2014).

## Biografia
És fill de Fernando González Ramírez i Patricia Ciuffardi Muñoz i té dues germanes, Patricia i Jéssica, una més gran i una més petita.

## Torneigs de Grand Slam

### Individual: 1 (0−1)
| Resultat  | Núm. | Any  | Torneig          | Oponent en la final | Marcador         |
| --------- | ---- | ---- | ---------------- | ------------------- | ---------------- |
| Finalista | 1.   | 2007 | Open d'Austràlia | Roger Federer       | 6−7(2), 4−6, 4−6 |

## Jocs Olímpics

### Individual
| Any  | Campionat                     | Oponent      | Resultat         |
| ---- | ----------------------------- | ------------ | ---------------- |
| 2004 | Jocs Olímpics, Atenes, Grècia | Taylor Dent  | 6−4, 2−6, 16−14  |
| 2008 | Jocs Olímpics, Pequín, Xina   | Rafael Nadal | 3−6, 6−7(2), 3−6 |

### Dobles
| Any  | Campionat                     | Parella       | Oponents                        | Resultat                   |
| ---- | ----------------------------- | ------------- | ------------------------------- | -------------------------- |
| 2004 | Jocs Olímpics, Atenes, Grècia | Nicolás Massú | Nicolas Kiefer Rainer Schüttler | 6−2, 4−6, 3−6, 7−6(7), 6−4 |

## Palmarès: 16 (11−3−2)

### Individual: 22 (11−11)
| Llegenda (pre/post 2009)                                 |
| -------------------------------------------------------- |
| Grand Slams (0−1)                                        |
| Jocs Olímpics Argent (1)                                 |
| Jocs Olímpics Bronze (1)                                 |
| Tennis Masters Cup / ATP Finals (0−0)                    |
| ATP Masters Series / ATP World Tour Masters 1000 (0−2)   |
| ATP International Series Gold / ATP World Tour 500 (0−1) |
| ATP International Series / ATP World Tour 250 (11−6)     |

| Títols per superfície |
| --------------------- |
| Dura (2−6)            |
| Gespa (0−0)           |
| Terra batuda (8−3)    |
| Moqueta (1−2)         |

| Resultat  | Núm. | Data                   | Torneig                     | Superfície   | Oponent en la final | Marcador              |
| --------- | ---- | ---------------------- | --------------------------- | ------------ | ------------------- | --------------------- |
| Guanyador | 1.   | 7 de maig de 2000      | Orlando, Estats Units       | Terra batuda | Nicolás Massú       | 6−2, 6−3              |
| Guanyador | 2.   | 17 de febrer de 2002   | Viña del Mar, Xile          | Terra batuda | Nicolás Lapentti    | 6−3, 6−7(5), 7−6(4)   |
| Guanyador | 3.   | 29 de setembre de 2002 | Palerm, Itàlia              | Terra batuda | José Acasuso        | 5−7, 6−3, 6−1         |
| Finalista | 1.   | 27 d'octubre de 2002   | Basilea, Suïssa             | Moqueta (i)  | David Nalbandian    | 4−6, 3−6, 2−6         |
| Finalista | 2.   | 3 d'agost de 2003      | Washington DC, Estats Units | Dura         | Tim Henman          | 3−6, 4−6              |
| Finalista | 3.   | 5 d'octubre de 2003    | Metz, França                | Dura (i)     | Arnaud Clément      | 3−6, 6−1, 3−6         |
| Guanyador | 4.   | 15 de febrer de 2004   | Viña del Mar (2)            | Terra batuda | Gustavo Kuerten     | 7−5, 6−4              |
| Finalista | 4.   | 18 de juliol de 2004   | Amersfoort, Països Baixos   | Terra batuda | Martin Verkerk      | 6−7(5), 6−4, 4−6      |
| Guanyador | 5.   | 16 de gener de 2005    | Auckland, Nova Zelanda      | Dura         | Olivier Rochus      | 6−4, 6−2              |
| Finalista | 5.   | 6 de febrer de 2005    | Viña del Mar                | Terra batuda | Gastón Gaudio       | 3−6, 4−6              |
| Guanyador | 6.   | 24 de juliol de 2005   | Amersfoort                  | Terra batuda | Agustín Calleri     | 7−5, 6−3              |
| Guanyador | 7.   | 30 d'octubre de 2005   | Basilea                     | Moqueta (i)  | Markos Bagdatís     | 6−7(8), 6−3, 7−5, 6−4 |
| Finalista | 6.   | 15 d'octubre de 2006   | Viena, Àustria              | Dura (i)     | Ivan Ljubičić       | 3−6, 4−6, 5−7         |
| Finalista | 7.   | 22 d'octubre de 2006   | Madrid, Espanya             | Dura (i)     | Roger Federer       | 5−7, 1−6, 0−7         |
| Finalista | 8.   | 29 d'octubre de 2006   | Basilea (2)                 | Moqueta (i)  | Roger Federer       | 3−6, 2−6, 6−7(3)      |
| Finalista | 9.   | 28 de gener de 2007    | Open d'Austràlia, Austràlia | Dura         | Roger Federer       | 6−7(2), 4−6, 4−6      |
| Finalista | 10.  | 13 de maig de 2007     | Roma, Itàlia                | Terra batuda | Rafael Nadal        | 2−6, 2−6              |
| Guanyador | 8.   | 16 de setembre de 2007 | Pequín, Xina                | Dura         | Tommy Robredo       | 6−1, 3−6, 6−1         |
| Guanyador | 9.   | 3 de febrer de 2008    | Viña del Mar (3)            | Terra batuda | Juan Mónaco         | Renúncia              |
| Guanyador | 10.  | 4 de maig de 2008      | Múnic, Alemanya             | Terra batuda | Simone Bolelli      | 7−6(4), 6−7(4), 6−3   |
| Finalista | 11.  | 11 d'agost de 2008     | Jocs Olímpics, Pequín, Xina | Dura         | Rafael Nadal        | 3−6, 6−7(2), 3−6      |
| Guanyador | 12.  | 8 de febrer de 2009    | Viña del Mar (4)            | Terra batuda | José Acasuso        | 6−1, 6−3              |

### Dobles: 4 (3−1)
| Llegenda (pre/post 2009)                                 |
| -------------------------------------------------------- |
| Grand Slams (0−0)                                        |
| Jocs Olímpics Or (1)                                     |
| Tennis Masters Cup / ATP Finals (0−0)                    |
| ATP Masters Series / ATP World Tour Masters 1000 (0−0)   |
| ATP International Series Gold / ATP World Tour 500 (0−0) |
| ATP International Series / ATP World Tour 250 (2−1)      |

| Títols per superfície |
| --------------------- |
| Dura (1−0)            |
| Gespa (0−0)           |
| Terra batuda (1−1)    |
| Moqueta (1−0)         |

| Resultat  | Núm. | Data                 | Torneig                       | Superfície   | Parella          | Oponents en la final            | Marcador                   |
| --------- | ---- | -------------------- | ----------------------------- | ------------ | ---------------- | ------------------------------- | -------------------------- |
| Guanyador | 1.   | 21 d'agost de 2004   | Jocs Olímpics, Atenes, Grècia | Dura         | Nicolás Massú    | Nicolas Kiefer Rainer Schüttler | 6−2, 4−6, 3−6, 7−6(7), 6−4 |
| Guanyador | 2.   | 10 d'abril de 2005   | València, Espanya             | Terra batuda | Martín Rodríguez | Lucas Arnold Ker Mariano Hood   | 6−4, 6−4                   |
| Finalista | 1.   | 24 de juliol de 2005 | Amersfoort, Països Baixos     | Terra batuda | Nicolás Massú    | Martín García Luis Horna        | 4−6, 4−6                   |
| Guanyador | 3.   | 30 d'octubre de 2005 | Basilea, Suïssa               | Moqueta (i)  | Agustín Calleri  | Stephen Huss Wesley Moodie      | 7−5, 7−5                   |

### Equips: 2 (2−0)
| Resultat  | Núm. | Data               | Torneig                                      | Superfície   | Parella                     | Oponents en la final                                        | Marcador |
| --------- | ---- | ------------------ | -------------------------------------------- | ------------ | --------------------------- | ----------------------------------------------------------- | -------- |
| Guanyador | 1.   | 24 de maig de 2003 | Copa del món de tennis, Düsseldorf, Alemanya | Terra batuda | Nicolás Massú Marcelo Ríos  | Jiří Novák Radek Štěpánek                                   | 2−1      |
| Guanyador | 2.   | 22 de maig de 2004 | Copa del món de tennis (2)                   | Terra batuda | Adrián García Nicolás Massú | Wayne Arthurs Paul Hanley Lleyton Hewitt Mark Philippoussis | 2−1      |

## Trajectòria

### Individual
| Open d'Austràlia | A   | 1R          | 4R          | 2R          | 1R    | 3R          | 1R          | F           | 3R    | 4R          | 4R          | A           | 0 / 10    | 20 – 10   |
| Roland Garros | Q   | 2R          | 3R          | QF          | 1R    | 3R          | 2R          | 1R          | QF    | SF          | 2R          | A           | 0 / 10    | 20 – 10   |
| Wimbledon | A   | Q           | 2R          | 1R          | 3R    | QF          | 3R          | 3R          | 2R    | 3R          | A           | 3R          | 0 / 9     | 16 – 9    |
| US Open | 2R  | Q           | QF          | 3R          | 1R    | 3R          | 3R          | 1R          | 4R    | QF          | 1R          | 1R          | 0 / 11    | 18 – 11   |
| Jocs Olímpics | A   | No celebrat | No celebrat | No celebrat | 3r    | No celebrat | No celebrat | No celebrat | F     | No celebrat | No celebrat | No celebrat | 0 / 2     | 10 – 2    |
| ATP World Tour Finals | A   | A           | A           | A           | A     | RR          | A           | RR          | A     | A           | A           | A           | 0 / 2     | 2 – 3     |
| Victòries − Derrotes | 9−5 | 5−10        | 40−22       | 37−24       | 42−21 | 49−23       | 49−22       | 37−24       | 39−15 | 39−16       | 15−9        | 3−5         | 370 – 202 | 370 – 202 |
| Rànquing a final d'any | 115 | 139         | 18          | 35          | 23    | 11          | 10          | 7           | 15    | 11          | 68          | 298         |           |           |
| Llegenda: G: Guanyador; F: Finalista; SF: Semifinalista; QF: Quarts de final; Q: Qualificació; A: Absent; RR: Round Robin; |     |             |             |             |       |             |             |             |       |             |             |             |           |           |